# 살인의 늪
살인의 늪(La isla minima, Marshland)은 스페인에서 제작된 알베르토 로드리게즈 감독의 2014년 스릴러 영화이다. 라울 아레발로 등이 주연으로 출연하였고 후안 카를로스 카로 등이 제작에 참여하였다.

## 출연

### 주연
- 라울 아레발로
- 하비에르 구티에레즈
- 네레아 바로스

### 조연
- 안토니오 데 라 토르레
- 마놀로 솔로
- 예수스 카로자
- 살바 레이나

## 제작진
- 총괄프로듀서: 조시 안토니오 펠레즈
- 총괄프로듀서: 리카도 가르시아 아르로조
- 조감독: 파코 R. 바뇨스
- 의상: 페르난도 가르시아
- 배역: 에바 레이라
- 배역: 요란더 세라노